# Konrád z Erfurtu
Konrád z Erfurtu (nebo také Konrád Zbraslavský) (1247, Erfurt – 7. června 1329, Zbraslav) byl první opat cisterciáckého kláštera ve Zbraslavi u Prahy.
Spolu s dalšími 11 bratry cisterciáckého řádu stál u vzniku Zbraslavského kláštera, který založil Václav II. listinou z dubna roku 1292 a stal se jeho prvním opatem. Na Zbraslav přišel ze Sedleckého kláštera, kde byl převorem.
Stal se jedním z rádců krále Václava II. a po jeho smrti i Václava III., kterého dokonce napomenul za jeho zhýřilý život. Jako diplomat byl členem mise jedoucí k císaři Jindřichu VII., která dojednala svatbu Jana Lucemburského a Elišky, dcery Václava II.
| Zbraslavský opat | Zbraslavský opat           | Zbraslavský opat |
| ---------------- | -------------------------- | ---------------- |
| Předchůdce: –    | Konrád z Erfurtu 1292–1312 | Nástupce: Ota    |
| Ota              | 1314–1316                  | Petr Žitavský    |